# Mykolas Sleževičius
Mykolas Sleževičius est un homme d'État lituanien né le 21 février 1882 à Drembliai, dans la municipalité du district de Raseiniai, et mort le 11 novembre 1939 à Kaunas.
Il occupe le poste de Premier ministre à trois reprises durant l'entre-deux-guerres : de décembre 1918 à mars 1919, d'avril à octobre 1919, et enfin de juin à décembre 1926. Son troisième et dernier gouvernement est chassé du pouvoir par le coup d'État du 17 décembre 1926.